# Jerdons renvogel
Jerdons renvogel (Rhinoptilus bitorquatus) is een vogel uit de familie Glareolidae (renvogels en vorkstaartplevieren). Het is een ernstig bedreigde, endemische vogelsoort uit India. Men vermoedde dat de vogel sinds het einde van de 19de eeuw was uitgestorven totdat in 1986 bleek dat er nog een kleine populatie voorkwam. De vogel is vernoemd naar de Britse legerarts en natuuronderzoeker Thomas C. Jerdon.

## Kenmerken
De vogel is 27 cm lang. Het is een onmiskenbaar soort renvogel met een dubbele bruine borstband, roodbruine keelvlek, zwarte kruin, een brede roomkleurige wenkbrauwstreep en een gele snavel met zwarte punt. In vlucht valt de zwarte staart op en een witte vlek op de verder zwarte vleugelpennen.

Geschematiseerde afbeelding van het verenkleed
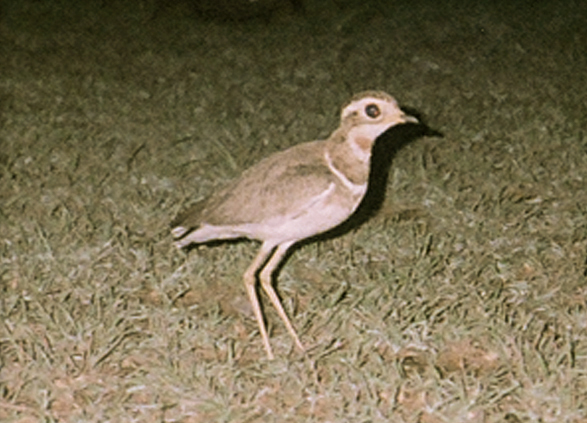
Opname met fotocameraval.

## Verspreiding en leefgebied
Deze soort is endemisch in het oostelijke deel van Centraal-India in de Oost-Ghats in de deelstaten Andhra Pradesh en Madhya Pradesh. In de negentiende eeuw was de vogel bekend van een paar waarnemingen uit de valleien van de rivieren de Pennar en Godavari. De vogel werd in 1986 herontdekt rond de plaats Lankamalai en daarna op nog zes andere plaatsen in de buurt.
Het leefgebied bestaat uit glooiend, dun bebost terrein met verder dicht struikgewas, afgewisseld met open plekken. De vogel mijdt landbouwgebieden en houdt zich bij onraad verborgen in doornige vegetatie.

## Status
Jerdons renvogel heeft een zeer klein verspreidingsgebied en daardoor is de kans op uitsterven zeer groot. De grootte van de populatie werd in 2017 door BirdLife International geschat op 70 tot 400 individuen en de populatie-aantallen nemen af. Het leefgebied wordt geleidelijk versnipperd en in beslag genomen door mensen die er zich vestigen, hout verzamelen en vee laten grazen. Om deze redenen staat deze soort als ernstig bedreigd (kritiek) op de Rode Lijst van de IUCN.